# 古川順康
古川 順康（こがわ よりやす）は、日本のアニメーション演出家。

## 略歴・人物
かつてタツノコプロの編集マンを務めていたが、後に演出家に転身した。

## 参加作品

### テレビアニメ
1975年
- タイムボカン（1975年 - 1976年、編集）

1978年
- 激走!ルーベンカイザー（演出）
- 宇宙魔神ダイケンゴー（演出）

1979年
- ザ☆ウルトラマン（絵コンテ・演出）

1981年
- 黄金戦士ゴールドライタン（演出）
- まんがことわざ事典（演出）

1982年
- 逆転イッパツマン（絵コンテ・演出）

1983年
- みゆき（絵コンテ・演出）
- 未来警察ウラシマン（演出）
- OKAWARI-BOY スターザンS（絵コンテ・演出）

1984年
- 超時空騎団サザンクロス（絵コンテ・演出）
- マイティ・オーボッツ（演出）

1985年
- 魔法のスターマジカルエミ（シリーズディレクター・絵コンテ・演出）

1986年
- 光の伝説（演出）
- めぞん一刻（絵コンテ）

1987年
- 赤い光弾ジリオン（絵コンテ）
- 陽あたり良好!（絵コンテ）

1988年
- F（絵コンテ・演出）

1989年
- ピーターパンの冒険（絵コンテ）

1990年
- 天空戦記シュラト（絵コンテ・演出）
- ロビンフッドの大冒険（1990年 - 1991年、絵コンテ）

1991年
- 燃えろ!トップストライカー（絵コンテ）

1995年
- H2（絵コンテ）

1997年
- マスターモスキートン99（絵コンテ）

1998年
- ロードス島戦記（絵コンテ）

1999年
- A.D.POLICE（絵コンテ）
- KAIKANフレーズ（絵コンテ・演出）

2001年
- 名たんていカゲマン（絵コンテ・演出）

2002年
- HAPPY★LESSON THE TV（絵コンテ・演出）
- 奇鋼仙女ロウラン（絵コンテ・演出）
- 真・女神転生 デビルチルドレン（絵コンテ）
- WXIII 機動警察パトレイバー（総監督補・絵コンテ協力）

2003年
- らいむいろ戦奇譚（絵コンテ・演出）
- 超ロボット生命体トランスフォーマー マイクロン伝説（絵コンテ）
- 神魂合体ゴーダンナー!!（2003年 - 2004年、演出）

2004年
- ファンタジックチルドレン（絵コンテ・演出）
- 鉄人28号（絵コンテ・演出）
- お伽草子（絵コンテ）

2005年
- げんしけん（絵コンテ）
- ガン×ソード（演出）

2006年
- BLOOD+（絵コンテ・演出）
- ときめきメモリアル Only Love（絵コンテ・演出）
- 吉宗（絵コンテ）
- NIGHT HEAD GENESIS（絵コンテ）
- 砂沙美☆魔法少女クラブ（絵コンテ）
- 獣王星（演出）
- SoltyRei（演出）

2007年
- バンブーブレード（絵コンテ・演出）
- 森の戦士ボノロン（絵コンテ）

2008年
- あかね色に染まる坂（絵コンテ）
- 薬師寺涼子の怪奇事件簿（絵コンテ）
- ヤッターマン（絵コンテ）
- おねがい♪マイメロディ きららっ★（絵コンテ）

2009年
- 明日のよいち!（絵コンテ・演出）
- そらのおとしもの（絵コンテ）

2010年
- おおかみかくし（絵コンテ）
- そらのおとしものf（絵コンテ）
- 俺の妹がこんなに可愛いわけがない（絵コンテ）

2011年
- べるぜバブ（2011年 - 2012年、絵コンテ・演出）
- NARUTO -ナルト- 疾風伝（2011年 - 、絵コンテ）
- Persona4 the ANIMATION（2011年 - 2012年、絵コンテ）
- SKET DANCE（2011年 - 2012年、絵コンテ）

2012年
- はぐれ勇者の鬼畜美学（絵コンテ）

2013年
- デート・ア・ライブ（絵コンテ）
- マギ The kingdom of magic（絵コンテ）
- Super Seisyun Brothers -超青春姉弟s-（絵コンテ）
- 最強銀河 究極ゼロ 〜バトルスピリッツ〜（絵コンテ）
- 東京レイヴンズ（2013年 - 2014年、演出）

2014年
- ダイヤのA（絵コンテ・演出）
- カードファイト!! ヴァンガードG（2014年 - 2015年、絵コンテ）

2015年
- 東京喰種トーキョーグール√A（絵コンテ・演出）

2016年
- 赤髪の白雪姫（絵コンテ）
- ディバインゲート（絵コンテ・演出）
- ジョジョの奇妙な冒険 ダイヤモンドは砕けない（絵コンテ・演出）
- 91Days（絵コンテ・演出）

2017年
- DIVE!!（絵コンテ）

2020年
- ブラッククローバー（絵コンテ）
- キングダム（絵コンテ）
- 恋とプロデューサー〜EVOL×LOVE〜（絵コンテ）
- 体操ザムライ（絵コンテ）

2022年
- 幻想三國誌 -天元霊心記-（絵コンテ）

2023年
- 便利屋斎藤さん、異世界に行く（絵コンテ）
- THE MARGINAL SERVICE（絵コンテ）

2024年
- 道産子ギャルはなまらめんこい（絵コンテ）
- 烏は主を選ばない（演出）
- WIND BREAKER（2024年 - 2025年、絵コンテ）

### OVA
- ホワッツマイケル 下巻（1988年、監督）
- マネーウォーズ（1991年、監督）
- 幻想叙譚エルシア（1992年 - 1993年、監督・脚本）
- エイトマンAFTER（1993年、監督）
- キャプテン翼 最強の敵! オランダユース（1995年、監督）
- 遙かなる時空の中で-紫陽花ゆめ語り- 下巻（2003年、演出）
- HELLSING（2007年、絵コンテ）
- みどりのマキバオー Blu-ray BOX 特典OVA「終わらない挑戦‼」（2022年、監督）[1]

### アニメ映画
- 劇場版 NARUTO -ナルト- 疾風伝（2007年、演出）
- 鉄人28号 白昼の残月（2007年、演出）
- 劇場版 NARUTO -ナルト- 疾風伝 絆（2008年、演出）
- ジョバンニの島（2014年、絵コンテ）
- BORUTO -NARUTO THE MOVIE-（2015年、絵コンテ・演出）

### ゲーム
- NARUTO－ナルト－ 疾風伝 ナルティメットストームジェネレーション（2012年、カットアニメーション監督）